# Іакх
Іакх, Якх (гр. Iakchos) — елевсінське божество, яке через співзвучність з ім'ям Вакх злилося з Діонісом. Елевсінці вважали його за сина Деметри або Персефони. Роздертий титанами, Іакх відродився під іменням Діоніса.